# Ocnophila nana
Ocnophila nana är en insektsart som beskrevs av Robert Walter Campbell Shelford 1913. Ocnophila nana ingår i släktet Ocnophila och familjen Diapheromeridae. Inga underarter finns listade i Catalogue of Life.